# Campeonato de Fútbol de Costa Rica 1986
La temporada 1986 de la Liga Superior fue la 67.ª edición de la máxima categoría del sistema de Ligas costarricenses de fútbol. Se disputó desde el 6 de julio de 1986 y concluyó el 20 de mayo de 1987.
El equipo Puntarenas se proclamó campeón al ganar la gran final ante Alajuelense.

## Sistema de competición
La temporada de la Liga Superior estuvo conformada en tres partes:
- Fase de clasificación: Se integró por las 36 jornadas del certamen.
- Fase pentagonal: Se integró por un grupo con los cinco mejores equipos.
- Gran final: Disputaron la serie el líder de la clasificación y el líder de la pentagonal.

### Fase de clasificación
En la fase de clasificación se observó el sistema de puntos. La ubicación en la tabla general, estuvo sujeta a lo siguiente:
- Por juego ganado se otorgaron dos puntos.
- Por juego empatado se otorgó un punto.
- Por juego perdido no se otorgaron puntos.
- El equipo ganador de una vuelta se le otorgó 0,5 puntos como ventaja para la pentagonal.

En esta fase participaron los 10 clubes de la Liga Superior jugando todos contra todos durante las 36 jornadas respectivas a lo largo de la temporada, a visita recíproca durante cuatro vueltas.
El orden de los clubes al final de la fase de clasificación del torneo correspondió a la suma de los puntos obtenidos por cada uno de ellos y se presentó en forma descendente. Si al finalizar las 36 jornadas del torneo, dos o más clubes estuviesen empatados en puntos, su posición en la tabla general fue determinada atendiendo a los siguientes criterios de desempate:
1. Mayor diferencia positiva general de goles. Este resultado se obtiene mediante la sumatoria de los goles anotados a todos los rivales, en cada campeonato menos los goles recibidos de estos.
2. Mayor cantidad de goles a favor, anotados a todos los rivales dentro de la misma competencia.
3. Mejor puntuación particular que hayan conseguido en las confrontaciones particulares entre ellos mismos.
4. Mayor diferencia positiva particular de goles, la cual se obtiene sumando los goles de los equipos empatados y restándole los goles recibidos.
5. Mayor cantidad de goles a favor que hayan conseguido en las confrontaciones entre ellos mismos.
6. Como última alternativa, el ente organizador realizaría un sorteo para el desempate.

El último equipo clasificado sería reemplazado por el campeón de la segunda categoría para la siguiente campaña.

### Fase pentagonal
Al término de las 36 jornadas de la fase anterior, los cinco mejores equipos ubicados según su grupo disputan una pentagonal, y el equipo que obtuvo el primer lugar de la clasificación general se asegura un puesto en la gran final de manera automática. Si este repite su condición de líder, se corona campeón, de lo contrario si otro club consigue el primer lugar de esta segunda fase, se extiende el campeonato a una serie final. En total se desarrollaron 10 fechas de visita recíproca con un equipo libre en cada jornada.

### Gran final
Se disputó entre el líder de la etapa de clasificación y el líder de la pentagonal a dos partidos para definir un campeón.
Los dos equipos mejores posicionados del campeonato fueron representantes de Costa Rica para el Torneo Centroamericano y la Copa de Campeones de la Concacaf de 1988.

## Información de los equipos
Tomaron parte en el torneo diez clubes, teniendo como ascendido el equipo de Guanacasteca.
| Equipo          | Entrenador          | Ciudad     | Estadio          |
| --------------- | ------------------- | ---------- | ---------------- |
| Alajuelense     | Josef Bouška        | Alajuela   | Morera Soto      |
| Cartaginés      | Alfredo Piedra      | Cartago    | "Fello" Meza     |
| Guanacasteca    | Leroy Lewis         | Nicoya     | Chorotega        |
| Herediano       | Antonio Moyano      | Heredia    | Rosabal Cordero  |
| Limonense       | Álvaro Grant        | Limón      | Juan Gobán       |
| Puntarenas      | Marvin Rodríguez    | Puntarenas | "Lito" Pérez     |
| Ramonense       | Juan Luis Hernández | San Ramón  | Guillermo Vargas |
| Sagrada Familia | Carlos Solano       | San José   | Nacional         |
| San Carlos      | Theodorus Cremmers  | Quesada    | Carlos Ugalde    |
| Saprissa        | Guillermo Hernández | Tibás      | Ricardo Saprissa |

### Relevo de plazas
| Descendido a Liga Mayor |
| ----------------------- |
| Municipal Curridabat    |

| Ascendido de Liga Mayor |
| ----------------------- |
| A. D. Guanacasteca      |

## Fase de clasificación

### Tabla de posiciones
| Pos. | Equipo                | Pts. | PJ | G  | E  | P  | GF | GC | Dif. | Notas                     |
| ---- | --------------------- | ---- | -- | -- | -- | -- | -- | -- | ---- | ------------------------- |
| 1    | Municipal Puntarenas  | 47   | 36 | 16 | 15 | 5  | 43 | 22 | +21  | Clasifica a la gran final |
| 2    | L. D. Alajuelense     | 45   | 36 | 18 | 9  | 9  | 32 | 22 | +10  | Clasifica a la pentagonal |
| 3    | A. D. Guanacasteca    | 41   | 36 | 10 | 21 | 5  | 29 | 23 | +6   | Clasifica a la pentagonal |
| 4    | C. S. Cartaginés      | 39   | 36 | 12 | 15 | 9  | 45 | 39 | +6   | Clasifica a la pentagonal |
| 5    | Deportivo Saprissa    | 37   | 36 | 13 | 11 | 12 | 47 | 33 | +14  | Clasifica a la pentagonal |
| 6    | C. S. Herediano       | 37   | 36 | 12 | 13 | 11 | 37 | 38 | −1   |                           |
| 7    | A. D. Limonense       | 36   | 36 | 12 | 12 | 12 | 33 | 30 | +3   |                           |
| 8    | A. D. Ramonense       | 32   | 36 | 9  | 14 | 13 | 22 | 23 | −1   |                           |
| 9    | A. D. San Carlos      | 29   | 36 | 8  | 13 | 15 | 22 | 39 | −17  |                           |
| 10   | A. D. Sagrada Familia | 17   | 36 | 5  | 7  | 24 | 19 | 60 | −41  | Descenso de categoría     |

 Fuente: La República
Criterios de clasificación: Puntos · Diferencia de goles · Goles a favor

## Resultados
| Jornada 1         | Jornada 1 | Jornada 1   | Jornada 1       | Jornada 1   | Jornada 1 |
| Local             | Resultado | Visitante   | Estadio         | Fecha       |           |
| ----------------- | --------- | ----------- | --------------- | ----------- | --------- |
| Herediano         | 0 - 0     | Puntarenas  | Rosabal Cordero | 6 de julio  |           |
| Sagrada Familia   | 0 - 2     | Ramonense   | Nacional        | 13 de julio |           |
| Limonense         | 1 - 0     | Saprissa    | Juan Gobán      | 13 de julio |           |
| Guanacasteca      | 0 - 0     | Cartaginés  | Chorotega       | 13 de julio |           |
| San Carlos        | 2 - 0     | Alajuelense | Carlos Ugalde   | 13 de julio |           |
| Total de goles: 5 |           |             |                 |             |           |

| Jornada 2         | Jornada 2 | Jornada 2       | Jornada 2        | Jornada 2   | Jornada 2 |
| Local             | Resultado | Visitante       | Estadio          | Fecha       |           |
| ----------------- | --------- | --------------- | ---------------- | ----------- | --------- |
| Ramonense         | 0 - 0     | Herediano       | Guillermo Vargas | 20 de julio |           |
| Saprissa          | 3 - 0     | Sagrada Familia | Ricardo Saprissa | 20 de julio |           |
| Cartaginés        | 2 - 0     | Limonense       | Fello Meza       | 20 de julio |           |
| Alajuelense       | 0 - 1     | Guanacasteca    | Morera Soto      | 20 de julio |           |
| Puntarenas        | 3 - 0     | San Carlos      | Lito Pérez       | 20 de julio |           |
| Total de goles: 9 |           |                 |                  |             |           |

| Jornada 3         | Jornada 3 | Jornada 3   | Jornada 3        | Jornada 3   | Jornada 3 |
| Local             | Resultado | Visitante   | Estadio          | Fecha       |           |
| ----------------- | --------- | ----------- | ---------------- | ----------- | --------- |
| Herediano         | 2 - 0     | San Carlos  | Rosabal Cordero  | 27 de julio |           |
| Sagrada Familia   | 0 - 3     | Cartaginés  | Nacional         | 27 de julio |           |
| Guanacasteca      | 1 - 1     | Puntarenas  | Chorotega        | 27 de julio |           |
| Ramonense         | 0 - 0     | Saprissa    | Guillermo Vargas | 27 de julio |           |
| Limonense         | 0 - 2     | Alajuelense | Nacional         | 30 de julio |           |
| Total de goles: 9 |           |             |                  |             |           |

| Jornada 4         | Jornada 4 | Jornada 4       | Jornada 4        | Jornada 4   | Jornada 4 |
| Local             | Resultado | Visitante       | Estadio          | Fecha       |           |
| ----------------- | --------- | --------------- | ---------------- | ----------- | --------- |
| Saprissa          | 1 - 1     | Herediano       | Ricardo Saprissa | 3 de agosto |           |
| Alajuelense       | 0 - 0     | Sagrada Familia | Morera Soto      | 3 de agosto |           |
| Puntarenas        | 2 - 0     | Limonense       | Lito Pérez       | 3 de agosto |           |
| San Carlos        | 1 - 1     | Guanacasteca    | Carlos Ugalde    | 3 de agosto |           |
| Cartaginés        | 0 - 0     | Ramonense       | Fello Meza       | 3 de agosto |           |
| Total de goles: 6 |           |                 |                  |             |           |

| Jornada 5         | Jornada 5 | Jornada 5    | Jornada 5        | Jornada 5    | Jornada 5 |
| Local             | Resultado | Visitante    | Estadio          | Fecha        |           |
| ----------------- | --------- | ------------ | ---------------- | ------------ | --------- |
| Herediano         | 1 - 1     | Guanacasteca | Rosabal Cordero  | 10 de agosto |           |
| Sagrada Familia   | 0 - 1     | Puntarenas   | Nacional         | 10 de agosto |           |
| Saprissa          | 2 - 2     | Cartaginés   | Ricardo Saprissa | 10 de agosto |           |
| Alajuelense       | 1 - 0     | Ramonense    | Morera Soto      | 10 de agosto |           |
| Limonense         | 0 - 0     | San Carlos   | Juan Gobán       | 10 de agosto |           |
| Total de goles: 8 |           |              |                  |              |           |

| Jornada 6          | Jornada 6 | Jornada 6       | Jornada 6     | Jornada 6    | Jornada 6 |
| Local              | Resultado | Visitante       | Estadio       | Fecha        |           |
| ------------------ | --------- | --------------- | ------------- | ------------ | --------- |
| Cartaginés         | 2 - 2     | Herediano       | Fello Meza    | 17 de agosto |           |
| San Carlos         | 0 - 0     | Sagrada Familia | Carlos Ugalde | 17 de agosto |           |
| Guanacasteca       | 2 - 0     | Limonense       | Chorotega     | 17 de agosto |           |
| Alajuelense        | 1 - 0     | Saprissa        | Morera Soto   | 17 de agosto |           |
| Puntarenas         | 3 - 1     | Ramonense       | Lito Pérez    | 17 de agosto |           |
| Total de goles: 11 |           |                 |               |              |           |

| Jornada 7         | Jornada 7 | Jornada 7    | Jornada 7        | Jornada 7    | Jornada 7 |
| Local             | Resultado | Visitante    | Estadio          | Fecha        |           |
| ----------------- | --------- | ------------ | ---------------- | ------------ | --------- |
| Herediano         | 3 - 0     | Limonense    | Rosabal Cordero  | 24 de agosto |           |
| Sagrada Familia   | 0 - 1     | Guanacasteca | Coyella Fonseca  | 24 de agosto |           |
| Cartaginés        | 2 - 0     | Alajuelense  | Fello Meza       | 24 de agosto |           |
| Saprissa          | 0 - 1     | Puntarenas   | Ricardo Saprissa | 24 de agosto |           |
| Ramonense         | 2 - 0     | San Carlos   | Guillermo Vargas | 24 de agosto |           |
| Total de goles: 9 |           |              |                  |              |           |

| Jornada 8          | Jornada 8 | Jornada 8       | Jornada 8       | Jornada 8    | Jornada 8 |
| Local              | Resultado | Visitante       | Estadio         | Fecha        |           |
| ------------------ | --------- | --------------- | --------------- | ------------ | --------- |
| Herediano          | 2 - 1     | Alajuelense     | Rosabal Cordero | 31 de agosto |           |
| Limonense          | 1 - 0     | Sagrada Familia | Juan Gobán      | 31 de agosto |           |
| Puntarenas         | 4 - 2     | Cartaginés      | Lito Pérez      | 31 de agosto |           |
| San Carlos         | 0 - 0     | Saprissa        | Carlos Ugalde   | 31 de agosto |           |
| Guanacasteca       | 1 - 0     | Ramonense       | Chorotega       | 31 de agosto |           |
| Total de goles: 11 |           |                 |                 |              |           |

| Jornada 9         | Jornada 9 | Jornada 9    | Jornada 9        | Jornada 9       | Jornada 9 |
| Local             | Resultado | Visitante    | Estadio          | Fecha           |           |
| ----------------- | --------- | ------------ | ---------------- | --------------- | --------- |
| Sagrada Familia   | 0 - 2     | Herediano    | Nacional         | 7 de septiembre |           |
| Alajuelense       | 1 - 0     | Puntarenas   | Morera Soto      | 7 de septiembre |           |
| Cartaginés        | 1 - 2     | San Carlos   | Fello Meza       | 7 de septiembre |           |
| Saprissa          | 1 - 1     | Guanacasteca | Ricardo Saprissa | 7 de septiembre |           |
| Ramonense         | 1 - 0     | Limonense    | Guillermo Vargas | 7 de septiembre |           |
| Total de goles: 9 |           |              |                  |                 |           |

| Jornada 10        | Jornada 10 | Jornada 10      | Jornada 10       | Jornada 10       | Jornada 10 |
| Local             | Resultado  | Visitante       | Estadio          | Fecha            |            |
| ----------------- | ---------- | --------------- | ---------------- | ---------------- | ---------- |
| Puntarenas        | 0 - 0      | Herediano       | Lito Pérez       | 14 de septiembre |            |
| Ramonense         | 2 - 0      | Sagrada Familia | Guillermo Vargas | 14 de septiembre |            |
| Saprissa          | 0 - 1      | Limonense       | Ricardo Saprissa | 14 de septiembre |            |
| Cartaginés        | 0 - 0      | Guanacasteca    | Fello Meza       | 14 de septiembre |            |
| Alajuelense       | 1 - 0      | San Carlos      | Morera Soto      | 14 de septiembre |            |
| Total de goles: 4 |            |                 |                  |                  |            |

| Jornada 11         | Jornada 11 | Jornada 11   | Jornada 11      | Jornada 11       | Jornada 11 |
| Local              | Resultado  | Visitante    | Estadio         | Fecha            |            |
| ------------------ | ---------- | ------------ | --------------- | ---------------- | ---------- |
| Herediano          | 3 - 1      | Ramonense    | Rosabal Cordero | 21 de septiembre |            |
| Sagrada Familia    | 0 - 3      | Saprissa     | Nacional        | 21 de septiembre |            |
| Limonense          | 3 - 1      | Cartaginés   | Juan Gobán      | 21 de septiembre |            |
| San Carlos         | 1 - 1      | Puntarenas   | Carlos Ugalde   | 21 de septiembre |            |
| Alajuelense        | 0 - 0      | Guanacasteca | Morera Soto     | 3 de diciembre   |            |
| Total de goles: 13 |            |              |                 |                  |            |

| Jornada 12        | Jornada 12 | Jornada 12      | Jornada 12       | Jornada 12       | Jornada 12 |
| Local             | Resultado  | Visitante       | Estadio          | Fecha            |            |
| ----------------- | ---------- | --------------- | ---------------- | ---------------- | ---------- |
| San Carlos        | 0 - 0      | Herediano       | Carlos Ugalde    | 28 de septiembre |            |
| Cartaginés        | 2 - 2      | Sagrada Familia | Fello Meza       | 28 de septiembre |            |
| Puntarenas        | 1 - 1      | Guanacasteca    | Lito Pérez       | 28 de septiembre |            |
| Saprissa          | 1 - 0      | Ramonense       | Ricardo Saprissa | 28 de septiembre |            |
| Alajuelense       | 0 - 0      | Limonense       | Morera Soto      | 17 de diciembre  |            |
| Total de goles: 7 |            |                 |                  |                  |            |

| Jornada 13        | Jornada 13 | Jornada 13  | Jornada 13       | Jornada 13   | Jornada 13 |
| Local             | Resultado  | Visitante   | Estadio          | Fecha        |            |
| ----------------- | ---------- | ----------- | ---------------- | ------------ | ---------- |
| Herediano         | 0 - 0      | Saprissa    | Rosabal Cordero  | 5 de octubre |            |
| Sagrada Familia   | 0 - 1      | Alajuelense | Nacional         | 5 de octubre |            |
| Limonense         | 1 - 1      | Puntarenas  | Juan Gobán       | 5 de octubre |            |
| Guanacasteca      | 0 - 0      | San Carlos  | Chorotega        | 5 de octubre |            |
| Ramonense         | 1 - 1      | Cartaginés  | Guillermo Vargas | 5 de octubre |            |
| Total de goles: 5 |            |             |                  |              |            |

| Jornada 14         | Jornada 14 | Jornada 14      | Jornada 14      | Jornada 14      | Jornada 14 |
| Local              | Resultado  | Visitante       | Estadio         | Fecha           |            |
| ------------------ | ---------- | --------------- | --------------- | --------------- | ---------- |
| Guanacasteca       | 2 - 0      | Herediano       | Chorotega       | 12 de octubre   |            |
| Puntarenas         | 2 - 0      | Sagrada Familia | Lito Pérez      | 12 de octubre   |            |
| Cartaginés         | 3 - 2      | Saprissa        | Fello Meza      | 12 de octubre   |            |
| San Carlos         | 0 - 1      | Limonense       | Carlos Ugalde   | 12 de octubre   |            |
| Ramonense          | 0 - 1      | Alajuelense     | Palmareño Solís | 19 de noviembre |            |
| Total de goles: 11 |            |                 |                 |                 |            |

| Jornada 15         | Jornada 15 | Jornada 15   | Jornada 15       | Jornada 15    | Jornada 15 |
| Local              | Resultado  | Visitante    | Estadio          | Fecha         |            |
| ------------------ | ---------- | ------------ | ---------------- | ------------- | ---------- |
| Herediano          | 0 - 3      | Cartaginés   | Rosabal Cordero  | 19 de octubre |            |
| Sagrada Familia    | 2 - 1      | San Carlos   | Nacional         | 19 de octubre |            |
| Limonense          | 2 - 0      | Guanacasteca | Juan Gobán       | 19 de octubre |            |
| Saprissa           | 2 - 1      | Alajuelense  | Ricardo Saprissa | 19 de octubre |            |
| Ramonense          | 0 - 0      | Puntarenas   | Guillermo Vargas | 19 de octubre |            |
| Total de goles: 11 |            |              |                  |               |            |

| Jornada 16        | Jornada 16 | Jornada 16      | Jornada 16    | Jornada 16    | Jornada 16 |
| Local             | Resultado  | Visitante       | Estadio       | Fecha         |            |
| ----------------- | ---------- | --------------- | ------------- | ------------- | ---------- |
| Limonense         | 3 - 0      | Herediano       | Juan Gobán    | 26 de octubre |            |
| Guanacasteca      | 1 - 1      | Sagrada Familia | Chorotega     | 26 de octubre |            |
| Alajuelense       | 1 - 0      | Cartaginés      | Morera Soto   | 26 de octubre |            |
| Puntarenas        | 1 - 0      | Saprissa        | Lito Pérez    | 26 de octubre |            |
| San Carlos        | 0 - 1      | Ramonense       | Carlos Ugalde | 26 de octubre |            |
| Total de goles: 8 |            |                 |               |               |            |

| Jornada 17        | Jornada 17 | Jornada 17   | Jornada 17       | Jornada 17     | Jornada 17 |
| Local             | Resultado  | Visitante    | Estadio          | Fecha          |            |
| ----------------- | ---------- | ------------ | ---------------- | -------------- | ---------- |
| Alajuelense       | 3 - 1      | Herediano    | Morera Soto      | 2 de noviembre |            |
| Sagrada Familia   | 1 - 0      | Limonense    | Nacional         | 2 de noviembre |            |
| Cartaginés        | 0 - 0      | Puntarenas   | Fello Meza       | 2 de noviembre |            |
| Saprissa          | 0 - 1      | San Carlos   | Ricardo Saprissa | 2 de noviembre |            |
| Ramonense         | 1 - 1      | Guanacasteca | Guillermo Vargas | 2 de noviembre |            |
| Total de goles: 8 |            |              |                  |                |            |

| Jornada 18        | Jornada 18 | Jornada 18      | Jornada 18      | Jornada 18     | Jornada 18 |
| Local             | Resultado  | Visitante       | Estadio         | Fecha          |            |
| ----------------- | ---------- | --------------- | --------------- | -------------- | ---------- |
| Herediano         | 4 - 0      | Sagrada Familia | Rosabal Cordero | 9 de noviembre |            |
| Puntarenas        | 0 - 0      | Alajuelense     | Lito Pérez      | 9 de noviembre |            |
| San Carlos        | 1 - 0      | Cartaginés      | Carlos Ugalde   | 9 de noviembre |            |
| Guanacasteca      | 2 - 1      | Saprissa        | Chorotega       | 9 de noviembre |            |
| Limonense         | 1 - 0      | Ramonense       | Juan Gobán      | 9 de noviembre |            |
| Total de goles: 9 |            |                 |                 |                |            |

| Jornada 19         | Jornada 19 | Jornada 19  | Jornada 19      | Jornada 19      | Jornada 19 |
| Local              | Resultado  | Visitante   | Estadio         | Fecha           |            |
| ------------------ | ---------- | ----------- | --------------- | --------------- | ---------- |
| Herediano          | 3 - 1      | Puntarenas  | Rosabal Cordero | 16 de noviembre |            |
| Sagrada Familia    | 0 - 0      | Ramonense   | Nacional        | 16 de noviembre |            |
| Limonense          | 2 - 2      | Saprissa    | Juan Gobán      | 16 de noviembre |            |
| Guanacasteca       | 1 - 1      | Cartaginés  | Chorotega       | 16 de noviembre |            |
| San Carlos         | 0 - 0      | Alajuelense | Carlos Ugalde   | 16 de noviembre |            |
| Total de goles: 10 |            |             |                 |                 |            |

| Jornada 20        | Jornada 20 | Jornada 20      | Jornada 20       | Jornada 20      | Jornada 20 |
| Local             | Resultado  | Visitante       | Estadio          | Fecha           |            |
| ----------------- | ---------- | --------------- | ---------------- | --------------- | ---------- |
| Ramonense         | 2 - 0      | Herediano       | Guillermo Vargas | 23 de noviembre |            |
| Saprissa          | 0 - 1      | Sagrada Familia | Ricardo Saprissa | 23 de noviembre |            |
| Cartaginés        | 1 - 1      | Limonense       | Fello Meza       | 23 de noviembre |            |
| Guanacasteca      | 1 - 1      | Alajuelense     | Chorotega        | 23 de noviembre |            |
| Puntarenas        | 0 - 0      | San Carlos      | Lito Pérez       | 23 de noviembre |            |
| Total de goles: 7 |            |                 |                  |                 |            |

| Jornada 21        | Jornada 21 | Jornada 21  | Jornada 21       | Jornada 21      | Jornada 21 |
| Local             | Resultado  | Visitante   | Estadio          | Fecha           |            |
| ----------------- | ---------- | ----------- | ---------------- | --------------- | ---------- |
| Herediano         | 0 - 3      | San Carlos  | Rosabal Cordero  | 30 de noviembre |            |
| Sagrada Familia   | 0 - 0      | Cartaginés  | Nacional         | 30 de noviembre |            |
| Limonense         | 0 - 1      | Alajuelense | Juan Gobán       | 30 de noviembre |            |
| Guanacasteca      | 1 - 1      | Puntarenas  | Chorotega        | 30 de noviembre |            |
| Ramonense         | 0 - 1      | Saprissa    | Guillermo Vargas | 30 de noviembre |            |
| Total de goles: 7 |            |             |                  |                 |            |

| Jornada 22        | Jornada 22 | Jornada 22      | Jornada 22       | Jornada 22     | Jornada 22 |
| Local             | Resultado  | Visitante       | Estadio          | Fecha          |            |
| ----------------- | ---------- | --------------- | ---------------- | -------------- | ---------- |
| Alajuelense       | 1 - 0      | Sagrada Familia | Morera Soto      | 6 de diciembre |            |
| Saprissa          | 2 - 0      | Herediano       | Ricardo Saprissa | 7 de diciembre |            |
| Puntarenas        | 1 - 0      | Limonense       | Lito Pérez       | 7 de diciembre |            |
| San Carlos        | 0 - 2      | Guanacasteca    | Carlos Ugalde    | 7 de diciembre |            |
| Cartaginés        | 1 - 1      | Ramonense       | Fello Meza       | 7 de diciembre |            |
| Total de goles: 8 |            |                 |                  |                |            |

| Jornada 23         | Jornada 23 | Jornada 23   | Jornada 23       | Jornada 23      | Jornada 23 |
| Local              | Resultado  | Visitante    | Estadio          | Fecha           |            |
| ------------------ | ---------- | ------------ | ---------------- | --------------- | ---------- |
| Alajuelense        | 1 - 0      | Ramonense    | Morera Soto      | 13 de diciembre |            |
| Sagrada Familia    | 3 - 1      | Puntarenas   | Nacional         | 13 de diciembre |            |
| Saprissa           | 3 - 0      | Cartaginés   | Ricardo Saprissa | 13 de diciembre |            |
| Herediano          | 1 - 1      | Guanacasteca | Rosabal Cordero  | 14 de diciembre |            |
| Limonense          | 2 - 2      | San Carlos   | Juan Gobán       | 14 de diciembre |            |
| Total de goles: 14 |            |              |                  |                 |            |

| Jornada 24        | Jornada 24 | Jornada 24      | Jornada 24    | Jornada 24      | Jornada 24 |
| Local             | Resultado  | Visitante       | Estadio       | Fecha           |            |
| ----------------- | ---------- | --------------- | ------------- | --------------- | ---------- |
| Alajuelense       | 1 - 0      | Saprissa        | Morera Soto   | 20 de diciembre |            |
| San Carlos        | 1 - 0      | Sagrada Familia | Carlos Ugalde | 21 de diciembre |            |
| Guanacasteca      | 0 - 0      | Limonense       | Chorotega     | 21 de diciembre |            |
| Cartaginés        | 2 - 0      | Herediano       | Fello Meza    | 21 de diciembre |            |
| Puntarenas        | 1 - 0      | Ramonense       | Lito Pérez    | 21 de diciembre |            |
| Total de goles: 5 |            |                 |               |                 |            |

| Jornada 25        | Jornada 25 | Jornada 25   | Jornada 25       | Jornada 25      | Jornada 25 |
| Local             | Resultado  | Visitante    | Estadio          | Fecha           |            |
| ----------------- | ---------- | ------------ | ---------------- | --------------- | ---------- |
| Sagrada Familia   | 1 - 1      | Guanacasteca | Nacional         | 27 de diciembre |            |
| Saprissa          | 1 - 0      | Puntarenas   | Ricardo Saprissa | 28 de diciembre |            |
| Cartaginés        | 1 - 2      | Alajuelense  | Fello Meza       | 28 de diciembre |            |
| Herediano         | 1 - 0      | Limonense    | Rosabal Cordero  | 28 de diciembre |            |
| Ramonense         | 0 - 0      | San Carlos   | Guillermo Vargas | 28 de diciembre |            |
| Total de goles: 7 |            |              |                  |                 |            |

| Jornada 26         | Jornada 26 | Jornada 26      | Jornada 26      | Jornada 26 | Jornada 26 |
| Local              | Resultado  | Visitante       | Estadio         | Fecha      |            |
| ------------------ | ---------- | --------------- | --------------- | ---------- | ---------- |
| Herediano          | 0 - 0      | Alajuelense     | Rosabal Cordero |            |            |
| Limonense          | 4 - 2      | Sagrada Familia | Juan Gobán      |            |            |
| Puntarenas         | 1 - 1      | Cartaginés      | Lito Pérez      |            |            |
| San Carlos         | 2 - 1      | Saprissa        | Carlos Ugalde   |            |            |
| Guanacasteca       | 1 - 0      | Ramonense       | Chorotega       |            |            |
| Total de goles: 12 |            |                 |                 |            |            |

| Jornada 27        | Jornada 27 | Jornada 27   | Jornada 27       | Jornada 27 | Jornada 27 |
| Local             | Resultado  | Visitante    | Estadio          | Fecha      |            |
| ----------------- | ---------- | ------------ | ---------------- | ---------- | ---------- |
| Saprissa          | 1 - 0      | Guanacasteca | Ricardo Saprissa |            |            |
| Alajuelense       | 0 - 3      | Puntarenas   | Morera Soto      |            |            |
| Cartaginés        | 1 - 0      | San Carlos   | Fello Meza       |            |            |
| Sagrada Familia   | 1 - 2      | Herediano    | Nacional         |            |            |
| Ramonense         | 0 - 1      | Limonense    | Guillermo Vargas |            |            |
| Total de goles: 9 |            |              |                  |            |            |

| Jornada 28         | Jornada 28 | Jornada 28      | Jornada 28       | Jornada 28 | Jornada 28 |
| Local              | Resultado  | Visitante       | Estadio          | Fecha      |            |
| ------------------ | ---------- | --------------- | ---------------- | ---------- | ---------- |
| Alajuelense        | 3 - 0      | San Carlos      | Morera Soto      |            |            |
| Saprissa           | 1 - 0      | Limonense       | Ricardo Saprissa |            |            |
| Ramonense          | 1 - 0      | Sagrada Familia | Guillermo Vargas |            |            |
| Cartaginés         | 2 - 0      | Guanacasteca    | Fello Meza       |            |            |
| Puntarenas         | 2 - 1      | Herediano       | Lito Pérez       |            |            |
| Total de goles: 10 |            |                 |                  |            |            |

| Jornada 29         | Jornada 29 | Jornada 29  | Jornada 29      | Jornada 29 | Jornada 29 |
| Local              | Resultado  | Visitante   | Estadio         | Fecha      |            |
| ------------------ | ---------- | ----------- | --------------- | ---------- | ---------- |
| Sagrada Familia    | 1 - 5      | Saprissa    | Nacional        |            |            |
| Herediano          | 0 - 2      | Ramonense   | Rosabal Cordero |            |            |
| Limonense          | 0 - 0      | Cartaginés  | Juan Gobán      |            |            |
| Guanacasteca       | 0 - 1      | Alajuelense | Chorotega       |            |            |
| San Carlos         | 1 - 1      | Puntarenas  | Carlos Ugalde   |            |            |
| Total de goles: 11 |            |             |                 |            |            |

| Jornada 30         | Jornada 30 | Jornada 30      | Jornada 30       | Jornada 30   | Jornada 30 |
| Local              | Resultado  | Visitante       | Estadio          | Fecha        |            |
| ------------------ | ---------- | --------------- | ---------------- | ------------ | ---------- |
| Saprissa           | 0 - 0      | Ramonense       | Ricardo Saprissa |              |            |
| Puntarenas         | 2 - 0      | Guanacasteca    | Lito Pérez       |              |            |
| Alajuelense        | 1 - 1      | Limonense       | Morera Soto      |              |            |
| San Carlos         | 0 - 2      | Herediano       | Carlos Ugalde    | 1 de febrero |            |
| Cartaginés         | 3 - 2      | Sagrada Familia | Fello Meza       | 1 de febrero |            |
| Total de goles: 11 |            |                 |                  |              |            |

| Jornada 31        | Jornada 31 | Jornada 31  | Jornada 31       | Jornada 31   | Jornada 31 |
| Local             | Resultado  | Visitante   | Estadio          | Fecha        |            |
| ----------------- | ---------- | ----------- | ---------------- | ------------ | ---------- |
| Sagrada Familia   | 1 - 0      | Alajuelense | Ricardo Saprissa | 4 de febrero |            |
| Herediano         | 2 - 2      | Saprissa    | Rosabal Cordero  | 8 de febrero |            |
| Ramonense         | 0 - 0      | Cartaginés  | Guillermo Vargas | 8 de febrero |            |
| Limonense         | 0 - 1      | Puntarenas  | Juan Gobán       | 8 de febrero |            |
| Guanacasteca      | 0 - 0      | San Carlos  | Chorotega        | 8 de febrero |            |
| Total de goles: 6 |            |             |                  |              |            |

| Jornada 32         | Jornada 32 | Jornada 32      | Jornada 32       | Jornada 32    | Jornada 32 |
| Local              | Resultado  | Visitante       | Estadio          | Fecha         |            |
| ------------------ | ---------- | --------------- | ---------------- | ------------- | ---------- |
| Guanacasteca       | 0 - 0      | Herediano       | Chorotega        | 15 de febrero |            |
| Puntarenas         | 4 - 0      | Sagrada Familia | Lito Pérez       | 15 de febrero |            |
| Cartaginés         | 3 - 1      | Saprissa        | Fello Meza       | 15 de febrero |            |
| Ramonense          | 1 - 1      | Alajuelense     | Guillermo Vargas | 15 de febrero |            |
| San Carlos         | 0 - 3      | Limonense       | Carlos Ugalde    | 15 de febrero |            |
| Total de goles: 13 |            |                 |                  |               |            |

| Jornada 33         | Jornada 33 | Jornada 33   | Jornada 33       | Jornada 33    | Jornada 33 |
| Local              | Resultado  | Visitante    | Estadio          | Fecha         |            |
| ------------------ | ---------- | ------------ | ---------------- | ------------- | ---------- |
| Saprissa           | 3 - 1      | Alajuelense  | Ricardo Saprissa | 21 de febrero |            |
| Sagrada Familia    | 1 - 2      | San Carlos   | Nacional         | 22 de febrero |            |
| Limonense          | 1 - 1      | Guanacasteca | Juan Gobán       | 22 de febrero |            |
| Herediano          | 3 - 2      | Cartaginés   | Rosabal Cordero  | 22 de febrero |            |
| Ramonense          | 0 - 0      | Puntarenas   | Morera Soto      | 25 de febrero |            |
| Total de goles: 14 |            |              |                  |               |            |

| Jornada 34         | Jornada 34 | Jornada 34      | Jornada 34    | Jornada 34 | Jornada 34 |
| Local              | Resultado  | Visitante       | Estadio       | Fecha      |            |
| ------------------ | ---------- | --------------- | ------------- | ---------- | ---------- |
| Limonense          | 0 - 0      | Herediano       | Juan Gobán    | 1 de marzo |            |
| Guanacasteca       | 2 - 0      | Sagrada Familia | Chorotega     | 1 de marzo |            |
| Alajuelense        | 3 - 0      | Cartaginés      | Morera Soto   | 1 de marzo |            |
| Puntarenas         | 2 - 2      | Saprissa        | Lito Pérez    | 1 de marzo |            |
| San Carlos         | 0 - 1      | Ramonense       | Carlos Ugalde | 1 de marzo |            |
| Total de goles: 10 |            |                 |               |            |            |

| Jornada 35         | Jornada 35 | Jornada 35   | Jornada 35       | Jornada 35 | Jornada 35 |
| Local              | Resultado  | Visitante    | Estadio          | Fecha      |            |
| ------------------ | ---------- | ------------ | ---------------- | ---------- | ---------- |
| Saprissa           | 5 - 1      | San Carlos   | Ricardo Saprissa | 7 de marzo |            |
| Sagrada Familia    | 0 - 3      | Limonense    | Nacional         | 8 de marzo |            |
| Cartaginés         | 1 - 0      | Puntarenas   | Fello Meza       | 8 de marzo |            |
| Alajuelense        | 1 - 0      | Herediano    | Morera Soto      | 8 de marzo |            |
| Ramonense          | 1 - 2      | Guanacasteca | Guillermo Vargas | 8 de marzo |            |
| Total de goles: 14 |            |              |                  |            |            |

| Jornada 36        | Jornada 36 | Jornada 36      | Jornada 36  | Jornada 36  | Jornada 36 |
| Local             | Resultado  | Visitante       | Estadio     | Fecha       |            |
| ----------------- | ---------- | --------------- | ----------- | ----------- | ---------- |
| Herediano         | 1 - 0      | Sagrada Familia | Nacional    | 15 de marzo |            |
| Puntarenas        | 1 - 0      | Alajuelense     | Lito Pérez  | 15 de marzo |            |
| San Carlos        | 1 - 2      | Cartaginés      | Morera Soto | 15 de marzo |            |
| Guanacasteca      | 1 - 1      | Saprissa        | Chorotega   | 15 de marzo |            |
| Limonense         | 1 - 1      | Ramonense       | Juan Gobán  | 15 de marzo |            |
| Total de goles: 9 |            |                 |             |             |            |

## Segunda fase

### Clasificación de la pentagonal
| Pos. | Equipo               | Pts. | PJ | G | E | P | GF | GC | Dif. | Notas                     |
| ---- | -------------------- | ---- | -- | - | - | - | -- | -- | ---- | ------------------------- |
| 1    | L. D. Alajuelense    | 13.5 | 8  | 6 | 1 | 1 | 15 | 6  | +9   | Clasifica a la gran final |
| 2    | Municipal Puntarenas | 11   | 8  | 4 | 2 | 2 | 9  | 5  | +4   |                           |
| 3    | Deportivo Saprissa   | 7    | 8  | 2 | 3 | 3 | 9  | 9  | 0    |                           |
| 4    | C. S. Cartaginés     | 6    | 8  | 2 | 2 | 4 | 5  | 11 | −6   |                           |
| 5    | A. D. Guanacasteca   | 4    | 8  | 1 | 2 | 5 | 5  | 12 | −7   |                           |

 Fuente: La República
Criterios de clasificación: Puntos · Diferencia de goles · Goles a favor
Notas:
1. ↑  Alajuelense obtuvo 0,5 puntos adicionales para la pentagonal por haber ganado la tercera vuelta del torneo.[2]
2. ↑  Puntarenas obtuvo 1 punto adicional por haber ganado la primera y cuarta vuelta del torneo.

### Resultados
| Jornada 1                | Jornada 1 | Jornada 1   | Jornada 1  | Jornada 1   | Jornada 1 |
| Local                    | Resultado | Visitante   | Estadio    | Fecha       |           |
| ------------------------ | --------- | ----------- | ---------- | ----------- | --------- |
| Guanacasteca             | 0 - 0     | Saprissa    | Nacional   | 22 de marzo |           |
| Puntarenas               | 1 - 0     | Alajuelense | Lito Pérez | 25 de marzo |           |
| Equipo libre: Cartaginés |           |             |            |             |           |
| Total de goles: 1        |           |             |            |             |           |

| Jornada 2                | Jornada 2 | Jornada 2    | Jornada 2        | Jornada 2   | Jornada 2 |
| Local                    | Resultado | Visitante    | Estadio          | Fecha       |           |
| ------------------------ | --------- | ------------ | ---------------- | ----------- | --------- |
| Saprissa                 | 4 - 0     | Cartaginés   | Ricardo Saprissa | 29 de marzo |           |
| Alajuelense              | 3 - 1     | Guanacasteca | Morera Soto      | 29 de marzo |           |
| Equipo libre: Puntarenas |           |              |                  |             |           |
| Total de goles: 8        |           |              |                  |             |           |

| Jornada 3                  | Jornada 3 | Jornada 3   | Jornada 3        | Jornada 3  | Jornada 3 |
| Local                      | Resultado | Visitante   | Estadio          | Fecha      |           |
| -------------------------- | --------- | ----------- | ---------------- | ---------- | --------- |
| Cartaginés                 | 1 - 1     | Puntarenas  | Fello Meza       | 1 de abril |           |
| Saprissa                   | 0 - 3     | Alajuelense | Ricardo Saprissa | 4 de abril |           |
| Equipo libre: Guanacasteca |           |             |                  |            |           |
| Total de goles: 5          |           |             |                  |            |           |

| Jornada 4              | Jornada 4 | Jornada 4  | Jornada 4   | Jornada 4  | Jornada 4 |
| Local                  | Resultado | Visitante  | Estadio     | Fecha      |           |
| ---------------------- | --------- | ---------- | ----------- | ---------- | --------- |
| Guanacasteca           | 0 - 3     | Puntarenas | Nacional    | 5 de abril |           |
| Alajuelense            | 2 - 0     | Cartaginés | Morera Soto | 8 de abril |           |
| Equipo libre: Saprissa |           |            |             |            |           |
| Total de goles: 5      |           |            |             |            |           |

| Jornada 5                 | Jornada 5 | Jornada 5    | Jornada 5  | Jornada 5   | Jornada 5 |
| Local                     | Resultado | Visitante    | Estadio    | Fecha       |           |
| ------------------------- | --------- | ------------ | ---------- | ----------- | --------- |
| Puntarenas                | 1 - 1     | Saprissa     | Lito Pérez | 12 de abril |           |
| Cartaginés                | 1 - 0     | Guanacasteca | Fello Meza | 12 de abril |           |
| Equipo libre: Alajuelense |           |              |            |             |           |
| Total de goles: 3         |           |              |            |             |           |

| Jornada 6                | Jornada 6 | Jornada 6    | Jornada 6        | Jornada 6   | Jornada 6 |
| Local                    | Resultado | Visitante    | Estadio          | Fecha       |           |
| ------------------------ | --------- | ------------ | ---------------- | ----------- | --------- |
| Saprissa                 | 0 - 1     | Guanacasteca | Ricardo Saprissa | 22 de abril |           |
| Alajuelense              | 2 - 1     | Puntarenas   | Morera Soto      | 26 de abril |           |
| Equipo libre: Cartaginés |           |              |                  |             |           |
| Total de goles: 4        |           |              |                  |             |           |

| Jornada 7                | Jornada 7 | Jornada 7   | Jornada 7  | Jornada 7   | Jornada 7 |
| Local                    | Resultado | Visitante   | Estadio    | Fecha       |           |
| ------------------------ | --------- | ----------- | ---------- | ----------- | --------- |
| Cartaginés               | 1 - 1     | Saprissa    | Fello Meza | 26 de abril |           |
| Guanacasteca             | 1 - 1     | Alajuelense | Nacional   | 29 de abril |           |
| Equipo libre: Puntarenas |           |             |            |             |           |
| Total de goles: 4        |           |             |            |             |           |

| Jornada 8                  | Jornada 8 | Jornada 8  | Jornada 8   | Jornada 8 | Jornada 8 |
| Local                      | Resultado | Visitante  | Estadio     | Fecha     |           |
| -------------------------- | --------- | ---------- | ----------- | --------- | --------- |
| Puntarenas                 | 1 - 0     | Cartaginés | Lito Pérez  | 3 de mayo |           |
| Alajuelense                | 3 - 2     | Saprissa   | Morera Soto | 3 de mayo |           |
| Equipo libre: Guanacasteca |           |            |             |           |           |
| Total de goles: 6          |           |            |             |           |           |

| Jornada 9              | Jornada 9 | Jornada 9    | Jornada 9  | Jornada 9  | Jornada 9 |
| Local                  | Resultado | Visitante    | Estadio    | Fecha      |           |
| ---------------------- | --------- | ------------ | ---------- | ---------- | --------- |
| Puntarenas             | 1 - 0     | Guanacasteca | Lito Pérez | 6 de mayo  |           |
| Cartaginés             | 0 - 1     | Alajuelense  | Fello Meza | 10 de mayo |           |
| Equipo libre: Saprissa |           |              |            |            |           |
| Total de goles: 2      |           |              |            |            |           |

| Jornada 10                | Jornada 10 | Jornada 10 | Jornada 10       | Jornada 10 | Jornada 10 |
| Local                     | Resultado  | Visitante  | Estadio          | Fecha      |            |
| ------------------------- | ---------- | ---------- | ---------------- | ---------- | ---------- |
| Saprissa                  | 1 - 0      | Puntarenas | Ricardo Saprissa | 10 de mayo |            |
| Guanacasteca              | 1 - 2      | Cartaginés | Chorotega        | 17 de mayo |            |
| Equipo libre: Alajuelense |            |            |                  |            |            |
| Total de goles: 4         |            |            |                  |            |            |

## Gran final

### Alajuelense vs. Puntarenas
| Ida; 17 de mayo de 1987, 11:00 | Municipal Puntarenas                        | 2:1 (1:1) | L. D. Alajuelense        | Estadio "Lito" Pérez, Puntarenas                            |                                                             |
|                                | - Gilberto Rhoden 43' - Leonidas Flores 70' | Reporte   | - José Carlos Chaves 15' | Asistencia: 5 418 espectadores Árbitro(s): José Luis Cubero | Asistencia: 5 418 espectadores Árbitro(s): José Luis Cubero |

| Vuelta; 20 de mayo de 1987, 20:00 | L. D. Alajuelense   | 1:1 (0:0) (Global 2:3) | Municipal Puntarenas   | Estadio Morera Soto, Alajuela                                |                                                              |
|                                   | - Álvaro Solano 60' | Reporte                | - Juan Carlos Díaz 47' | Asistencia: 15 355 espectadores Árbitro(s): José Luis Vargas | Asistencia: 15 355 espectadores Árbitro(s): José Luis Vargas |

#### Final - ida
| -     | POR   | Jorge Arturo Hidalgo |     |
|       | DEF   | Danilo Anderson      | 33' |
|       | DEF   | Jorge Badilla        |     |
|       | DEF   | Carlos Morales       | 62' |
|       | DEF   | Marvin Bustos        |     |
|       | MED   | Kleber Ponce         |     |
|       | MED   | Carlos Velásquez     | 88' |
|       | MED   | Alfredo Contreras    |     |
|       | MED   | Gilberto Rhoden      |     |
|       | DEL   | Didier Morales       |     |
|       | DEL   | Leonidas Flores      |     |
| D. T. | D. T. | Marvin Rodríguez     |     |

| -     | POR   | Alejandro González |     |
|       | DEF   | Miguel Vargas      |     |
|       | DEF   | Róger Flores       |     |
|       | DEF   | Franco Benavides   |     |
|       | DEF   | José Carlos Chaves |     |
|       | MED   | Óscar Ramírez      |     |
|       | MED   | Juan Cayasso       |     |
|       | MED   | Luis Fernández     | 74' |
|       | MED   | Omar Arroyo        | 46' |
|       | DEL   | Jorge Ulate        |     |
|       | DEL   | Rodolfo Mills      |     |
| D. T. | D. T. | Josef Bouška       |     |

| - | MED | Rodolfo Ramírez Binns | 33' |
|   | DEF | Ricardo García        | 62' |
|   | MED | Donaldo Vega          | 88' |

| - | DEL | José Mario Rodríguez | 46' |
|   | MED | Álvaro Solano        | 74' |

| 43' · 70' | Gilberto Rhoden Leonidas Flores | 1:1 2:1 |

| 15' | José Carlos Chaves | 0:1 |

| Principal  | José Luis Cubero  |
| Asistentes | Alberto Dobrowski |
|            | Alfonso Vargas    |

| -     | POR   | Jorge Arturo Hidalgo |     |
|       | DEF   | Danilo Anderson      | 33' |
|       | DEF   | Jorge Badilla        |     |
|       | DEF   | Carlos Morales       | 62' |
|       | DEF   | Marvin Bustos        |     |
|       | MED   | Kleber Ponce         |     |
|       | MED   | Carlos Velásquez     | 88' |
|       | MED   | Alfredo Contreras    |     |
|       | MED   | Gilberto Rhoden      |     |
|       | DEL   | Didier Morales       |     |
|       | DEL   | Leonidas Flores      |     |
| D. T. | D. T. | Marvin Rodríguez     |     |

| -     | POR   | Alejandro González |     |
|       | DEF   | Miguel Vargas      |     |
|       | DEF   | Róger Flores       |     |
|       | DEF   | Franco Benavides   |     |
|       | DEF   | José Carlos Chaves |     |
|       | MED   | Óscar Ramírez      |     |
|       | MED   | Juan Cayasso       |     |
|       | MED   | Luis Fernández     | 74' |
|       | MED   | Omar Arroyo        | 46' |
|       | DEL   | Jorge Ulate        |     |
|       | DEL   | Rodolfo Mills      |     |
| D. T. | D. T. | Josef Bouška       |     |

| - | MED | Rodolfo Ramírez Binns | 33' |
|   | DEF | Ricardo García        | 62' |
|   | MED | Donaldo Vega          | 88' |

| - | DEL | José Mario Rodríguez | 46' |
|   | MED | Álvaro Solano        | 74' |

| 43' · 70' | Gilberto Rhoden Leonidas Flores | 1:1 2:1 |

| 15' | José Carlos Chaves | 0:1 |

| Principal  | José Luis Cubero  |
| Asistentes | Alberto Dobrowski |
|            | Alfonso Vargas    |

| -     | POR   | Jorge Arturo Hidalgo |     |
|       | DEF   | Danilo Anderson      | 33' |
|       | DEF   | Jorge Badilla        |     |
|       | DEF   | Carlos Morales       | 62' |
|       | DEF   | Marvin Bustos        |     |
|       | MED   | Kleber Ponce         |     |
|       | MED   | Carlos Velásquez     | 88' |
|       | MED   | Alfredo Contreras    |     |
|       | MED   | Gilberto Rhoden      |     |
|       | DEL   | Didier Morales       |     |
|       | DEL   | Leonidas Flores      |     |
| D. T. | D. T. | Marvin Rodríguez     |     |

| -     | POR   | Alejandro González |     |
|       | DEF   | Miguel Vargas      |     |
|       | DEF   | Róger Flores       |     |
|       | DEF   | Franco Benavides   |     |
|       | DEF   | José Carlos Chaves |     |
|       | MED   | Óscar Ramírez      |     |
|       | MED   | Juan Cayasso       |     |
|       | MED   | Luis Fernández     | 74' |
|       | MED   | Omar Arroyo        | 46' |
|       | DEL   | Jorge Ulate        |     |
|       | DEL   | Rodolfo Mills      |     |
| D. T. | D. T. | Josef Bouška       |     |

| - | MED | Rodolfo Ramírez Binns | 33' |
|   | DEF | Ricardo García        | 62' |
|   | MED | Donaldo Vega          | 88' |

| - | DEL | José Mario Rodríguez | 46' |
|   | MED | Álvaro Solano        | 74' |

| 43' · 70' | Gilberto Rhoden Leonidas Flores | 1:1 2:1 |

| 15' | José Carlos Chaves | 0:1 |

| Principal  | José Luis Cubero  |
| Asistentes | Alberto Dobrowski |
|            | Alfonso Vargas    |

| -     | POR   | Jorge Arturo Hidalgo |     |
|       | DEF   | Danilo Anderson      | 33' |
|       | DEF   | Jorge Badilla        |     |
|       | DEF   | Carlos Morales       | 62' |
|       | DEF   | Marvin Bustos        |     |
|       | MED   | Kleber Ponce         |     |
|       | MED   | Carlos Velásquez     | 88' |
|       | MED   | Alfredo Contreras    |     |
|       | MED   | Gilberto Rhoden      |     |
|       | DEL   | Didier Morales       |     |
|       | DEL   | Leonidas Flores      |     |
| D. T. | D. T. | Marvin Rodríguez     |     |

| -     | POR   | Alejandro González |     |
|       | DEF   | Miguel Vargas      |     |
|       | DEF   | Róger Flores       |     |
|       | DEF   | Franco Benavides   |     |
|       | DEF   | José Carlos Chaves |     |
|       | MED   | Óscar Ramírez      |     |
|       | MED   | Juan Cayasso       |     |
|       | MED   | Luis Fernández     | 74' |
|       | MED   | Omar Arroyo        | 46' |
|       | DEL   | Jorge Ulate        |     |
|       | DEL   | Rodolfo Mills      |     |
| D. T. | D. T. | Josef Bouška       |     |

| - | MED | Rodolfo Ramírez Binns | 33' |
|   | DEF | Ricardo García        | 62' |
|   | MED | Donaldo Vega          | 88' |

| - | DEL | José Mario Rodríguez | 46' |
|   | MED | Álvaro Solano        | 74' |

| 43' · 70' | Gilberto Rhoden Leonidas Flores | 1:1 2:1 |

| 15' | José Carlos Chaves | 0:1 |

| Principal  | José Luis Cubero  |
| Asistentes | Alberto Dobrowski |
|            | Alfonso Vargas    |

#### Final - vuelta
| -     | POR   | Alejandro González |     |
|       | DEF   | Miguel Vargas      |     |
|       | DEF   | Róger Flores       |     |
|       | DEF   | Franco Benavides   |     |
|       | DEF   | José Carlos Chaves |     |
|       | MED   | Óscar Ramírez      |     |
|       | MED   | Rodolfo Mills      | 55' |
|       | MED   | Juan Cayasso       |     |
|       | MED   | Omar Arroyo        |     |
|       | DEL   | Jorge Ulate        |     |
|       | DEL   | Luis Fernández     | 55' |
| D. T. | D. T. | Josef Bouška       |     |

| -     | POR   | Jorge Arturo Hidalgo  |                       |
|       | DEF   | Alfredo Contreras     |                       |
|       | DEF   | Ricardo García        | 34'                   |
|       | DEF   | Jorge Badilla         |                       |
|       | DEF   | Carlos Morales        |                       |
|       | MED   | Marvin Bustos         | 18'                   |
|       | MED   | Kleber Ponce          | Salió a los ' minutos |
|       | MED   | Carlos Velásquez      |                       |
|       | MED   | Rodolfo Ramírez Binns |                       |
|       | DEL   | Gilberto Rhoden       |                       |
|       | DEL   | Leonidas Flores       |                       |
| D. T. | D. T. | Marvin Rodríguez      |                       |

| - | MED | Álvaro Solano   | 55' |
|   | MED | Jorge Contreras | 55' |

| - | MED | Juan Carlos Díaz | 18'                   |
|   | DEL | Didier Morales   | 34'                   |
|   | DEF | Carlos Toppings  | Entró a los ' minutos |

| 60' | Álvaro Solano | 1:1 |

| 47' | Juan Carlos Díaz | 0:1 |

| Principal | José Luis Vargas |

| -     | POR   | Alejandro González |     |
|       | DEF   | Miguel Vargas      |     |
|       | DEF   | Róger Flores       |     |
|       | DEF   | Franco Benavides   |     |
|       | DEF   | José Carlos Chaves |     |
|       | MED   | Óscar Ramírez      |     |
|       | MED   | Rodolfo Mills      | 55' |
|       | MED   | Juan Cayasso       |     |
|       | MED   | Omar Arroyo        |     |
|       | DEL   | Jorge Ulate        |     |
|       | DEL   | Luis Fernández     | 55' |
| D. T. | D. T. | Josef Bouška       |     |

| -     | POR   | Jorge Arturo Hidalgo  |                       |
|       | DEF   | Alfredo Contreras     |                       |
|       | DEF   | Ricardo García        | 34'                   |
|       | DEF   | Jorge Badilla         |                       |
|       | DEF   | Carlos Morales        |                       |
|       | MED   | Marvin Bustos         | 18'                   |
|       | MED   | Kleber Ponce          | Salió a los ' minutos |
|       | MED   | Carlos Velásquez      |                       |
|       | MED   | Rodolfo Ramírez Binns |                       |
|       | DEL   | Gilberto Rhoden       |                       |
|       | DEL   | Leonidas Flores       |                       |
| D. T. | D. T. | Marvin Rodríguez      |                       |

| - | MED | Álvaro Solano   | 55' |
|   | MED | Jorge Contreras | 55' |

| - | MED | Juan Carlos Díaz | 18'                   |
|   | DEL | Didier Morales   | 34'                   |
|   | DEF | Carlos Toppings  | Entró a los ' minutos |

| 60' | Álvaro Solano | 1:1 |

| 47' | Juan Carlos Díaz | 0:1 |

| Principal | José Luis Vargas |

| -     | POR   | Alejandro González |     |
|       | DEF   | Miguel Vargas      |     |
|       | DEF   | Róger Flores       |     |
|       | DEF   | Franco Benavides   |     |
|       | DEF   | José Carlos Chaves |     |
|       | MED   | Óscar Ramírez      |     |
|       | MED   | Rodolfo Mills      | 55' |
|       | MED   | Juan Cayasso       |     |
|       | MED   | Omar Arroyo        |     |
|       | DEL   | Jorge Ulate        |     |
|       | DEL   | Luis Fernández     | 55' |
| D. T. | D. T. | Josef Bouška       |     |

| -     | POR   | Jorge Arturo Hidalgo  |                       |
|       | DEF   | Alfredo Contreras     |                       |
|       | DEF   | Ricardo García        | 34'                   |
|       | DEF   | Jorge Badilla         |                       |
|       | DEF   | Carlos Morales        |                       |
|       | MED   | Marvin Bustos         | 18'                   |
|       | MED   | Kleber Ponce          | Salió a los ' minutos |
|       | MED   | Carlos Velásquez      |                       |
|       | MED   | Rodolfo Ramírez Binns |                       |
|       | DEL   | Gilberto Rhoden       |                       |
|       | DEL   | Leonidas Flores       |                       |
| D. T. | D. T. | Marvin Rodríguez      |                       |

| - | MED | Álvaro Solano   | 55' |
|   | MED | Jorge Contreras | 55' |

| - | MED | Juan Carlos Díaz | 18'                   |
|   | DEL | Didier Morales   | 34'                   |
|   | DEF | Carlos Toppings  | Entró a los ' minutos |

| 60' | Álvaro Solano | 1:1 |

| 47' | Juan Carlos Díaz | 0:1 |

| Principal | José Luis Vargas |

| -     | POR   | Alejandro González |     |
|       | DEF   | Miguel Vargas      |     |
|       | DEF   | Róger Flores       |     |
|       | DEF   | Franco Benavides   |     |
|       | DEF   | José Carlos Chaves |     |
|       | MED   | Óscar Ramírez      |     |
|       | MED   | Rodolfo Mills      | 55' |
|       | MED   | Juan Cayasso       |     |
|       | MED   | Omar Arroyo        |     |
|       | DEL   | Jorge Ulate        |     |
|       | DEL   | Luis Fernández     | 55' |
| D. T. | D. T. | Josef Bouška       |     |

| -     | POR   | Jorge Arturo Hidalgo  |                       |
|       | DEF   | Alfredo Contreras     |                       |
|       | DEF   | Ricardo García        | 34'                   |
|       | DEF   | Jorge Badilla         |                       |
|       | DEF   | Carlos Morales        |                       |
|       | MED   | Marvin Bustos         | 18'                   |
|       | MED   | Kleber Ponce          | Salió a los ' minutos |
|       | MED   | Carlos Velásquez      |                       |
|       | MED   | Rodolfo Ramírez Binns |                       |
|       | DEL   | Gilberto Rhoden       |                       |
|       | DEL   | Leonidas Flores       |                       |
| D. T. | D. T. | Marvin Rodríguez      |                       |

| - | MED | Álvaro Solano   | 55' |
|   | MED | Jorge Contreras | 55' |

| - | MED | Juan Carlos Díaz | 18'                   |
|   | DEL | Didier Morales   | 34'                   |
|   | DEF | Carlos Toppings  | Entró a los ' minutos |

| 60' | Álvaro Solano | 1:1 |

| 47' | Juan Carlos Díaz | 0:1 |

| Principal | José Luis Vargas |

|                                          |
|                                          |
| Campeón Municipal Puntarenas 1.er título |

## Estadísticas

### Tabla de goleadores
Lista con los máximos anotadores de la temporada.
| Pos. | Jugador             | Equipo          | Goles |
| ---- | ------------------- | --------------- | ----- |
| 1.º  | Leonidas Flores     | Puntarenas      | 18    |
| 2.º  | Julio Da Rosa       | Cartaginés      | 14    |
| 3.º  | Juan Cayasso        | Alajuelense     | 12    |
| =    | Alexandre Guimarães | Saprissa        | 12    |
| =    | Gilberto Rhoden     | Puntarenas      | 12    |
| 6.º  | Johnny Alvarado     | Guanacasteca    | 11    |
| 7.º  | Evaristo Coronado   | Saprissa        | 10    |
| =    | Delvaste Araujo     | Sagrada Familia | 10    |